# سومراخ
سومراخ (به آلمانی: Sommerach) یک شهر در آلمان است که در کیتسینگن واقع شده‌است.